# 知识管理系统
知識管理系统（英语：Knowledge Management System），是收集、处理、分享一个组织的全部知识的資訊系统，通常有计算机系统支援。

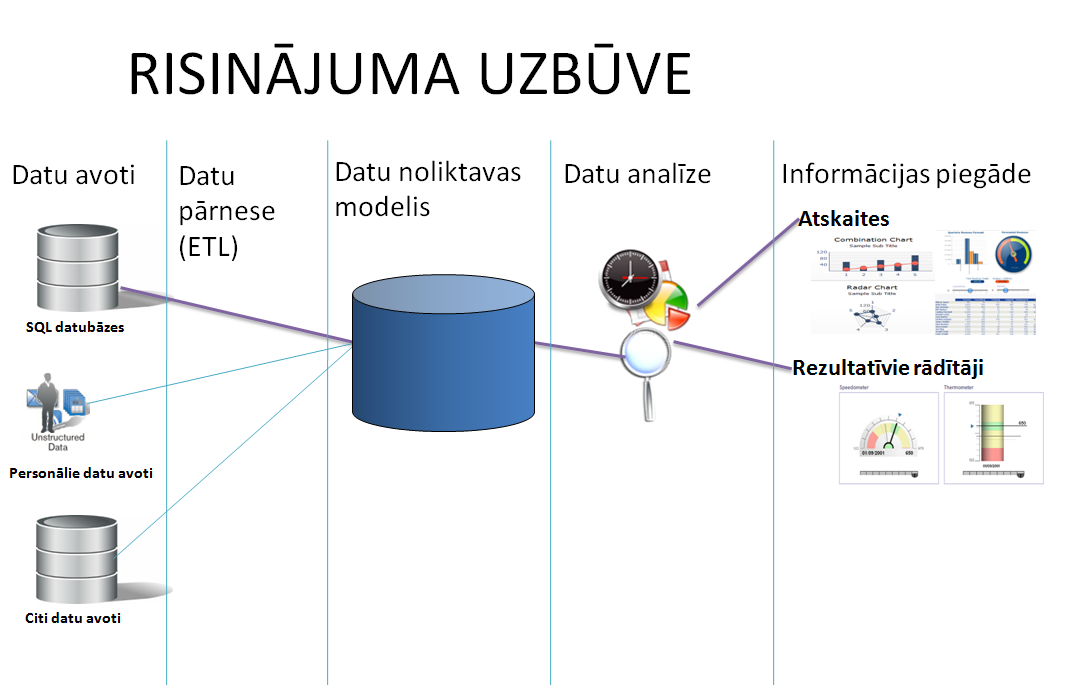
資料庫為基礎的知识管理系统

知识管理系统 （Knowledge Management Systems，KMS）使组织能更好地捕捉和应用知识。这些系统收集所有公司内部相关的知识和经验，并使它在任何地方、任何时间需要时能方便使用，以改善企业过程和管理决策。他们同时也能连接外部知识源。
同时KMS也支持知识的获取、存储、分发和应用过程，也支持创新知识和把知识集成到组织的过程，具体包括組織范围的管理和分发文件、图形及其他数字载具的系统。

## 系统实例
- 泛微公司的KMS「Your Best KM Solution Provider」
- 百旭科技 （页面存档备份，存于）公司的知識管理系統(KM)
- 財團法人中國生產力中心的知識管理系統(eKM)
- 叡揚資訊 （页面存档备份，存于）公司的Vitals ESP知識管理系統 （页面存档备份，存于）
- IBM公司的Life Sciences DiscoveryLink
- 西门子公司的ShareNet
- 瑞士Knowledge Tool股份公司的Uni Viadrina